# Cabeza VI
Cabeza VI es una pintura al óleo sobre lienzo del artista figurativo de origen irlandés Francis Bacon; la última de los seis paneles que componen su serie Cabezas 1949. En ella, Bacon utiliza pinceladas fuertes y expresivas para retratar el busto de una figura individual, inspirada en el Retrato de Inocencio X de Diego Velázquez. Esta figura se encuentra enmarcada dentro de una estructura que se asemeja a una jaula de cristal, detrás de un telón con aspecto de paño. Gracias a esta disposición, Bacon consigue crear la impresión de un hombre atrapado y ahogado en su entorno, que grita en un vacío sin aire. 
Cabeza VI fue la primera obra de Bacon inspirada en Velázquez, cuyo retrato del Papa Inocencio X le persiguió durante toda su carrera e inspiró su serie de "papas gritando", de la que aún hoy se conservan 45 obras individuales. En Cabeza VI se pueden encontrar varios motivos recurrentes en la obra de Bacon. Entre otros, el objeto colgante que parece un interruptor de la luz o la borla de una cortina, que se puede encontrar incluso en sus pinturas más tardías; o la jaula geométrica, que se puede encontrar en su obra maestra de 1985/1986 Estudio para un autorretrato: tríptico.
Cabeza VI se expuso por primera vez en noviembre de 1949 en la Galería Hanover de Londres en una exposición organizada por Erica Brausen, una de las primeras grandes admiradoras de Bacon. En aquel momento, Bacon era un artista extremadamente polémico aunque también respetado, conocido por su obra de 1944 Tres estudios para figuras en la base de una crucifixión, que le convirtió en el enfant terrible del arte británico. Cabeza VI provocó reacciones muy distintas entre los críticos de arte. John Russell, que más tarde se convertiría en el biógrafo de Bacon, en su momento criticó la pintura y dijo que era "un caimán despojado de sus mandíbulas y un contable en quevedos con un mal final". En 1989, Lawrence Gowing escribió que el "impacto del cuadro, al verlo en una una serie de cabezas... Era indescriptible. Todo era imperdonable. El aspecto paradójico de mezclar pastiche y iconoclasia era de hecho una de las pinceladas más originales de Bacon". El Crítico de arte y curador David Sylvester afirmó que se trataba de la obra fundamental de Bacon en el inusualmente productivo período de 1949–50, y de uno de los mejores papas de Bacon.

## SerieCabezas 1949
La producción de Bacon se caracteriza por las secuencias de imágenes. Le explicó a Sylvester que las secuencias estimulaban su imaginación y que "las imágenes engendran otras imágenes en mí". Sus series no siempre estaban planeadas o pintadas seguidas; a veces sus pinturas están agrupadas por interés aunque varíen en ejecución y tono. La idea de una serie de cabezas surgió cuando regresó sin dinero, a finales de 1948, de una estancia en Tánger. En los tres años previos no había conseguido encontrar cómo expresarse, y el último lienzo que se conserva de este período es su Pintura (1946). Aunque siguió pintando, su enorme autocrítica le llevó a apuñalar sus lienzos, por lo que no se conserva ninguna obra del período comprendido entre 1947 y el invierno de 1948. La galerista Erica Brausen le ofreció a Bacon la oportunidad de una exposición individual para la inauguración de su nueva Galería de Hannover. Bacon aceptó, pero no tenía nada que exhibir. En los años siguientes, Brausen se convirtió en uno de los apoyos más importantes de Bacon. Fue ella quien organizó esta exposición individual, la primera de Bacon, le dio gran publicidad y organizó visitas de compradores internacionales.
Con ya 40 años, Bacon consideró que esta exposición era su última oportunidad y se dedicó a ella con determinación. Como había destruido toda su producción de los últimos tres años, no tuvo más remedio que presentar nuevas obras. No tenía un plan concreto cuando aceptó exponer, pero consiguió encontrar temas que le interesaban en Cabeza I , que había pintado el año anterior, y ejecutó cinco variantes cada vez más intensas de la obra en las semanas previas a la exposición de noviembre, completando la serie apenas a tiempo para la inauguración.
Las pinturas representan figuras aisladas encerradas en espacios indefinidos, abrumadoramente claustrofóbicos, reductores y misteriosos. Al ser tempranas en la obra de Bacon, no todas tienen la misma calidad, aunque sí muestran una clara progresión, especialmente en la forma en la que utilizan y presentan ideas que Bacon claramente aún estaba desarrollando e interiorizando. Cabeza I (que empezó a pintar en el invierno de 1948) y Cabeza II muestran trozos de carne sin forma que a grandes rasgos parecen cabezas humanas. Tienen los ojos entreabiertos y una faringe, aunque esta está colocada mucho más arriba de lo normal. Las cabezas III, IV y V se caracterizan por una atmósfera siniestra, y muestran bustos completamente en los que se puede distinguir que se trata de hombres. Estas dos ideas se aúnan en Cabeza VI, que está tan fisiológicamente deformada como las dos primeras cabezas y que es tan tétrica como las tres de en medio. En Cabeza VI, la figura se ha desarrollado y utiliza vestiduras litúrgicas, siendo esta la primera muestra de la influencia de Velázquez en la obra de Bacon. Además, el énfasis está ahora en la boca abierta y en el estudio del grito humano.

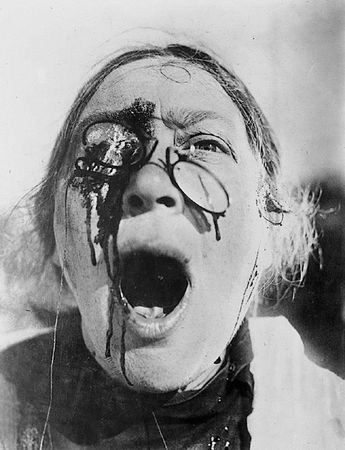
Fotograma de El acorazado Potemkin (1925) de Eisenstein. Bacon describió el fotograma de esta película muda como un catalizador clave para su trabajo.

Cabeza I, completada a fines de 1948, tuvo más éxito que Cabeza II. Aunque esta última cuenta con críticas positivas, se considera un estancamiento creativo de Bacon. Por su parte, las Cabezas III, IV y V  suelen considerarse meros pasos intermedios hacia Cabeza VI . Es excepcional en la obra de Bacon que sobrevivan obras de relativa baja calidad, pues el pintor fue implacablemente autocrítico y a menudo apuñaló o abandonó los lienzos antes de llegar a completarlos siquiera. Cuando Brausen le presionó de nuevo en 1953 para que pintara nuevas obras para una exposición en Nueva York que había publicitado durante un año, él estaba lleno de dudas y destruyó la mayoría de las obras en las que había estado trabajando, entre ellas varios papas.

## Descripción

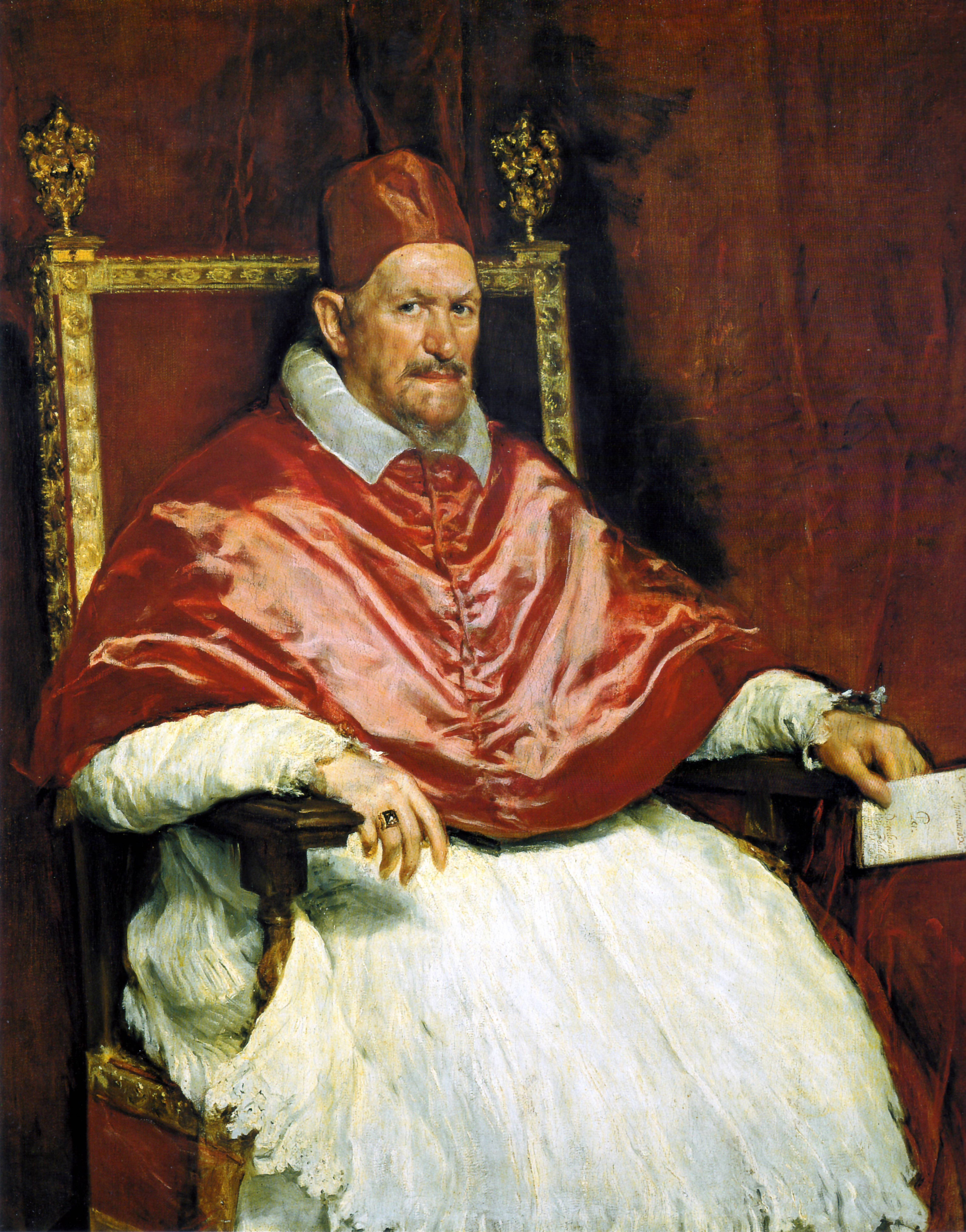
El retrato de Inocencio X de Velázquez, 1650. Aunque Bacon evitaba ver el original, siempre fue la pintura que más le influyó, inspirándose en ella una y otra vez.

Gracias a la vestimenta de la figura, se puede ver que se trata de un papa. Este parece atrapado y aislado dentro de los contornos de una jaula de cristal tridimensional abstracta. Este dispositivo de encuadre, descrito por Sylvester como un "marco espacial", aparece recurrentemente en la obra de Bacon. Un cordón cuelga del borde superior de esta jaula, justo en frente de la cara del papa, y cubre parcialmente sus ojos. Este cordón está dibujado de forma vaga, por lo que no se puede identificar con certeza. Sin embargo, dada la presencia de objetos similares en obras posteriores de Bacon, podría tratarse del final de un interruptor de la luz o de la borla de una cortina. Este cordón colgante es una seña de identidad del artista. Además de su significado simbólico, tiene una función compositiva, pues enmarca la pintura con más líneas verticales. Este objeto vuelve a aparecer de forma más evidente en el panel central de su Tríptico, mayo-junio 1973, en el que se puede ver claramente que se trata de una bombilla colgando. Bacon utilizaba estos elementos para que la figura oscilase dentro y fuera de la vista del espectador, aludiendo al hecho de que las bombillas pueden estar encendidas o apagadas, y que las cortinas pueden estar abiertas o cerradas.
La boca de la figura aparece muy abierta, como si estuviera gritando, una expresión que Bacon copió de un fotograma que tenía de la enfermera que grita en la secuencia de la masacre de la escalera Potemkin en la película muda de 1925 de Sergei Eisenstein, El acorazado Potemkin. En 1984, el presentador Melvyn Bragg le preguntó a Bacon acerca del fotograma y señaló que en su etapa más temprana el artista parecía preocupado por la fisicalidad de la boca humana. Bacon respondió: "Siempre pensé que sería capaz de pintar la boca con toda la belleza de un paisaje de Monet, pero nunca lo conseguí". Cuando Bragg le preguntó por qué consideraba que había fracasado, Bacon contestó: "Debería tener mucho más color, debería haber mostrado más el interior de la boca, con todos los colores del interior de la boca, pero no lo conseguí". Su interés en la boca aumentó aún más cuando compró en una librería un libro de texto médico de segunda mano de cavidades orales enfermas, que guardó en su estudio y consultó a menudo.
La jaula de cristal puede implicar un vacío del que la voz de la figura no puede escapar, como si estuviera gritando en silencio. Un tiempo después, aún arrepentido, Bacon dijo que "querría haber pintado el grito más que el horror. Creo que, si de verdad hubiera reflexionado acerca de las causas que llevan a alguien a querer gritar de verdad, habría pintado el grito... con más éxito". La obra evoca memorias de la Segunda Guerra Mundial. Hay quien considera la jaula de cristal de su Estudio para un retrato de 1949 una imagen profética del juicio de Adolf Eichmann ante un tribunal de distrito de Jerusalén en 1961, pues se utilizó una jaula similar. De todos modos, Bacon intentó negar todas las comparaciones literales, y afirmó que utilizó este objeto para poder enmarcar y "ver realmente la imagen, y por ninguna otra razón. Sé que se ha interpretado como si fuera muchas otras cosas". Otros críticos también vieron similitudes entre esta jaula y las cabinas de radio de los años 30, desde donde los locutores advertían de los desastres que estaban por venir. Denis Farr recuerda que Bacon simpatizaba con George Orwell y hacía referencia en entrevistas a las Orwellianas "voces que gritan... y manos que tiemblan... transmitiendo la dura atmósfera de un interrogatorio".